# Dirk Brockmann

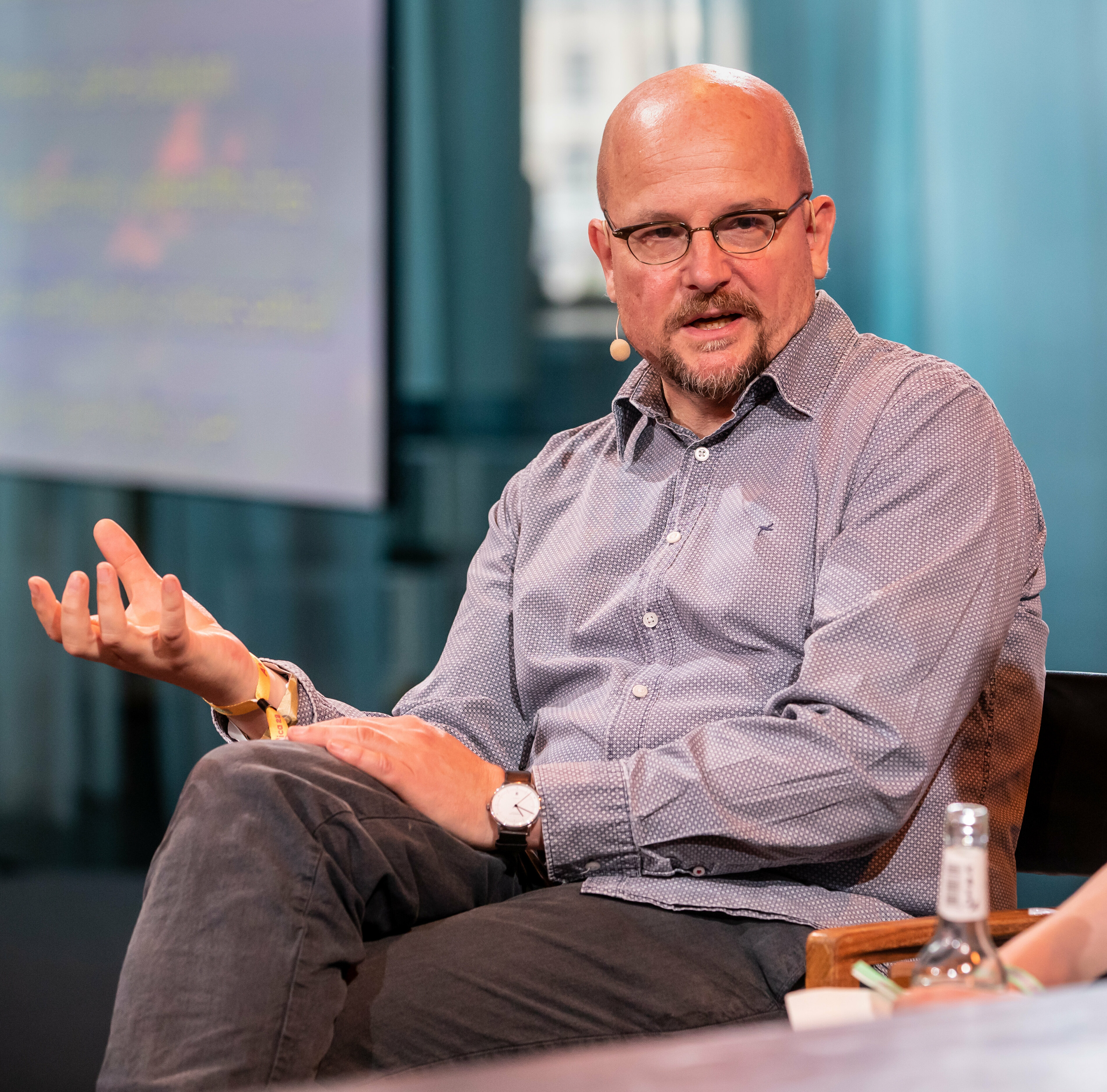
Dirk Brockmann (2022)

Dirk Brockmann (* 2. September 1969 in Braunschweig) ist ein deutscher Physiker, Professor an der Fakultät für Biologie der Technischen Universität Dresden, ehemaliger Wissenschaftler am Robert Koch-Institut und Direktor des Center Synergy of Systems (SynoSys). Brockmann ist bekannt für seine Arbeiten zu komplexen Systemen, komplexen Netzwerken, computergestützter Epidemiologie, menschlicher Mobilität und anomaler Diffusion.

## Laufbahn und Forschung
Nachdem Brockmann bereits während der Schulzeit an einem Austauschprogramm nach Wilmington, North Carolina, teilnahm, studierte er Physik und Mathematik an der Duke University und der Georg-August-Universität Göttingen, wo er 1995 sein Diplom in theoretischer Physik und 2003 seinen Doktorgrad erhielt. Nach Postdoc-Stellen am Max-Planck-Institut für Dynamik und Selbstorganisation wurde er 2008 Professor an der McCormick School of Engineering, Abteilung für Angewandte Mathematik, der Northwestern University und am Northwestern Institute on Complex Systems (NICO), dem er als external faculty weiterhin angehört. Im Jahr 2013 kehrte er nach Deutschland zurück, wo er auf eine Professur für Epidemiologische Modellierung von Infektionskrankheiten am Institut für Biologie der Humboldt-Universität zu Berlin berufen wurde. 2023 wechselte er mit seiner Berufung auf eine Professur für Biologie komplexer Systeme zur Technischen Universität Dresden, wo er Gründungsdirektor des Center Synergy of Systems (SynoSys) wurde. Brockmann arbeitete an einer Vielzahl von Themen, die von Computational Neuroscience, anomaler Diffusion, menschlicher Mobilität, der Ausbreitung und Dynamik von Infektionskrankheiten, digitaler Epidemiologie und komplexen Netzwerken reichen.
Brockmann leistete Pionierarbeit bei der wissenschaftlichen Nutzung von Massendaten, die in Online-Spielen gesammelt wurden. Eine vielzitierte Studie aus dem Jahr 2006, in der er und seine Kollegen die geografische Verbreitung von Millionen von Dollarnoten analysierten, die auf der Website Where’s George? dokumentiert wurden, führte zur Entdeckung universeller Skalierungsgesetze in der menschlichen Mobilität, zur Prognose der Ausbreitungswege der Grippepandemie 2009 in den Vereinigten Staaten und zur Entdeckung effektiver geografischer Grenzen in den Vereinigten Staaten.
Brockmann war zudem Vorreiter bei der Entwicklung von Rechenmodellen und Vorhersagesystemen für die globale Ausbreitung von Epidemien auf der Grundlage des globalen Luftverkehrs. In einer Studie aus dem Jahr 2013 zeigten Brockmann und sein Kollege Dirk Helbing, dass sich komplexe globale Ausbreitungsphänomene mit Hilfe des theoretischen Konzepts der effektiven Entfernung auf einfache sich ausbreitende Wellenmuster abbilden lassen. Diese Methode wurde zur Abschätzung des Importrisikos während der Ebola-Virusepidemie in Westafrika im Jahr 2014 angewandt.
Seit 2017 veröffentlicht er „Complexity Explorables“, interaktive Illustrationen komplexer Systeme.
Von 2013 bis 2023 leitete er im Robert Koch-Institut die Projektgruppe P 4: Epidemiologische Modellierung von Infektionskrankheiten. Schwerpunkt der Arbeit am RKI war die Modellierung der Ausbreitung und Dynamik von Infektionskrankheiten, wofür mathematische Modelle, numerische Methoden und anwendungsorientierte Computersimulationen komplexer Ausbreitungsphänomene entwickelt werden. Die Projektgruppe war Teil einer Kooperation des RKI mit dem Institut für Biologie der Humboldt-Universität zu Berlin und Brockmanns Lehrgebiet Epidemiologische Modellierung von Infektionskrankheiten und komplexer Systeme.

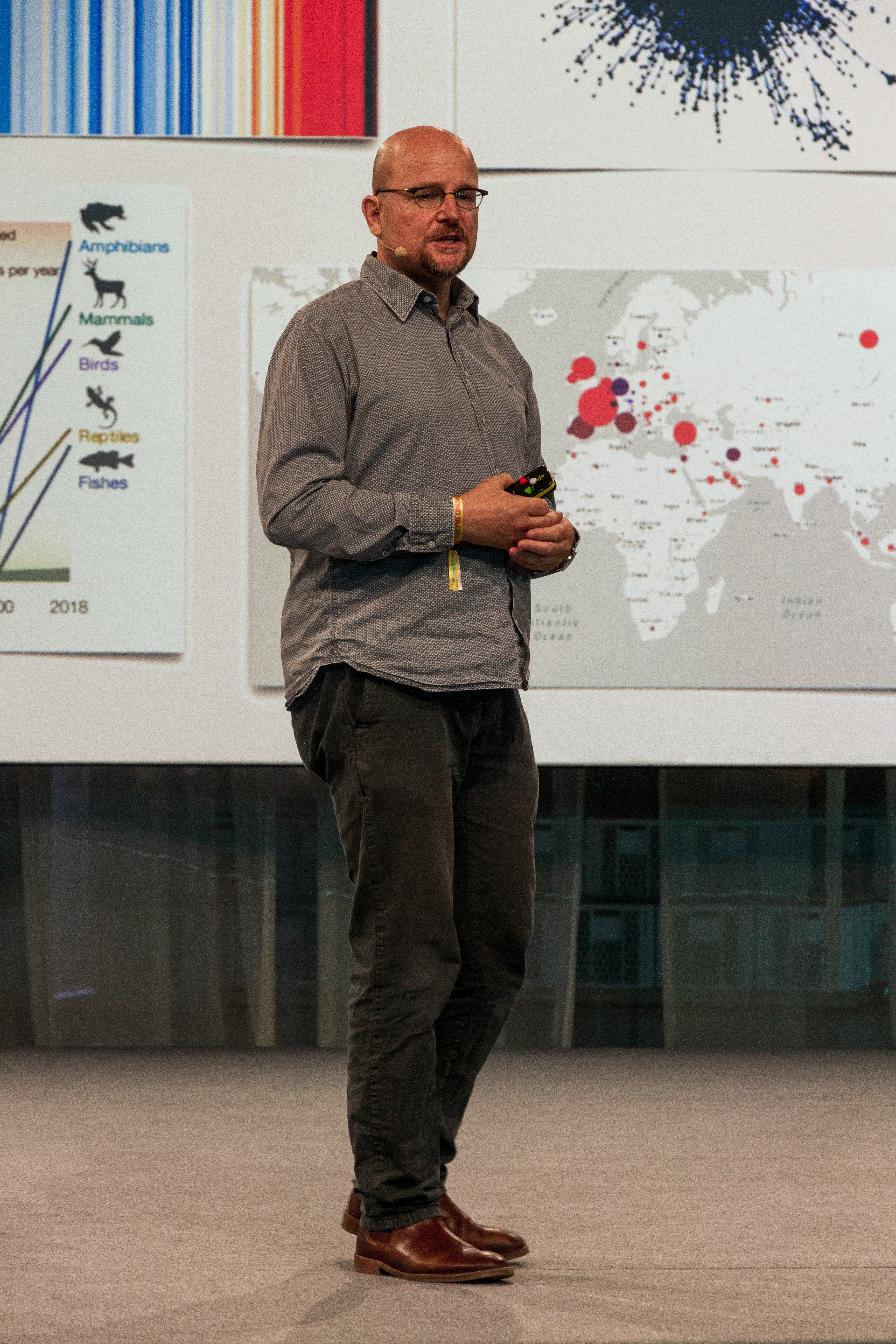
Dirk Brockmann bei der Re:Publica 2022

2021 erschien sein Buch Im Wald vor lauter Bäumen über komplexes Verhalten von Tieren und Menschen.
Seit Oktober 2023 ist er Gründungsdirektor des Center Synergy of Systems (SynoSys), welches die Komplexitätsforschung mit einem trans-/anti-disziplinärem Ansatz fördert. Biologische und Soziale Systeme und Phänomene werden mit Visualisierungen, Datenanalysen und mathematischen Modellen ergründet und kommuniziert. SynoSys ist ein Department des Center for Interdisciplinary Digital Sciences (CIDS) der Technischen Universität Dresden.
2024 wurde er in den Expertenrat Gesundheit und Resilienz berufen.

## Aktivität im Rahmen der COVID-19-Pandemie
Brockmann initiierte und leitet das Projekt Corona-Datenspende im Kampf gegen COVID-19. Das Projekt ist das größte Datenspende-Projekt weltweit. Es liefert wichtige Erkenntnisse über die gesundheitlichen Folgen einer COVID-19-Erkrankung und verbessert so die Vorhersagen der weiteren Entwicklung der Pandemie.
Zudem initiierte und leitet er das Covid-19 Mobility Project, das in Realzeit die Mobilität in Deutschland auswertet. Über den Mobilitätsmonitor konnte so genau die gesellschaftliche Reaktion auf die Pandemie gemessen werden wie auch die Effektivität von Lockdown-Maßnahmen.
Brockmann ist Mitglied der No-Covid-Gruppe und vertritt den Standpunkt, dass die Pandemie in erster Linie ein verhaltenspsychologisches Phänomen ist und betont die Bedeutung der gesellschaftlichen Reaktion auf Pandemiedynamik und die Effekte gesellschaftlicher Rückkopplungseffekte.

## Publikationen
- Dirk Brockmann: Im Wald vor lauter Bäumen. Unsere komplexe Welt besser verstehen. dtv Verlagsgesellschaft, 2021, ISBN 978-3-423-28299-4.
- Dirk Brockmann: Survival of the Nettest. Wie die Natur durch Kooperation unsere Welt gestaltet. dtv Verlagsgesellschaft, 2025, ISBN 978-3-423-28465-3.